# Seattle
Seattle (česky vyslovováno [sɪjɛtl̩], anglicky  [sɪˈætəl]IPA) je město ve Spojených státech amerických a sídlo okresu King. Žije zde přibližně 737 tisíc obyvatel, v aglomeraci asi 3,7 milionů. Je nejlidnatějším městem státu Washington a celého amerického severozápadu. Seattle je jedním z nejrychleji se rozvíjejících velkoměst ve Spojených státech, v květnu 2015 vykazoval růst jeho ekonomiky 2,1 %, k červenci 2016 pak dokonce 3,1 %. Město se rozprostírá na pevninské šíji mezi Pugetovým zálivem a Washingtonovým jezerem, asi 175 km jižně od hranic s Kanadou.
Archeologické nálezy nasvědčují tomu, že okolí dnešního Seattlu bylo indiány obývané již před 4 tisíci lety. Před příchodem prvních Evropanů, vedených Georgem Vancouverem, zde žil kmen Duwamišů. Za zakladatele města je považován Arthur A. Denny. V roce 1962 se zde konala světová výstava, během níž byla postavena dominanta města – věž Space Needle. Seattle byl v roce 1999 dějištěm konference Světové obchodní organizace (WTO) a s ní spjatých masových demonstrací proti globalizaci.
Seattlu se přezdívá Smaragdové město. Toto přízvisko vzniklo na počátku 80. let při soutěži vyhlášené místním občanským sdružením. Smaragdové proto, že město i celá oblast jsou charakteristické svou zelení. Neformálně se Seattlu říká i Brána na Aljašku, Královské město či Město letadel, protože až do roku 2001 zde bylo ústředí společnosti Boeing.
Město je považováno za kolébku hudebního stylu grunge a je rovněž pověstné velkou konzumací kávy. Vznikly zde společnosti zabývající se prodejem kávy jako Starbucks, Seattle's Best Coffee či Tully's. V roce 1916 zde byla založena společnost Boeing, v současnosti jeden ze dvou největších výrobců letecké techniky na světě. Mezi další úspěšné společnosti ze Seattlu patří například Amazon.com nebo Microsoft.

## Historie

### Vznik města

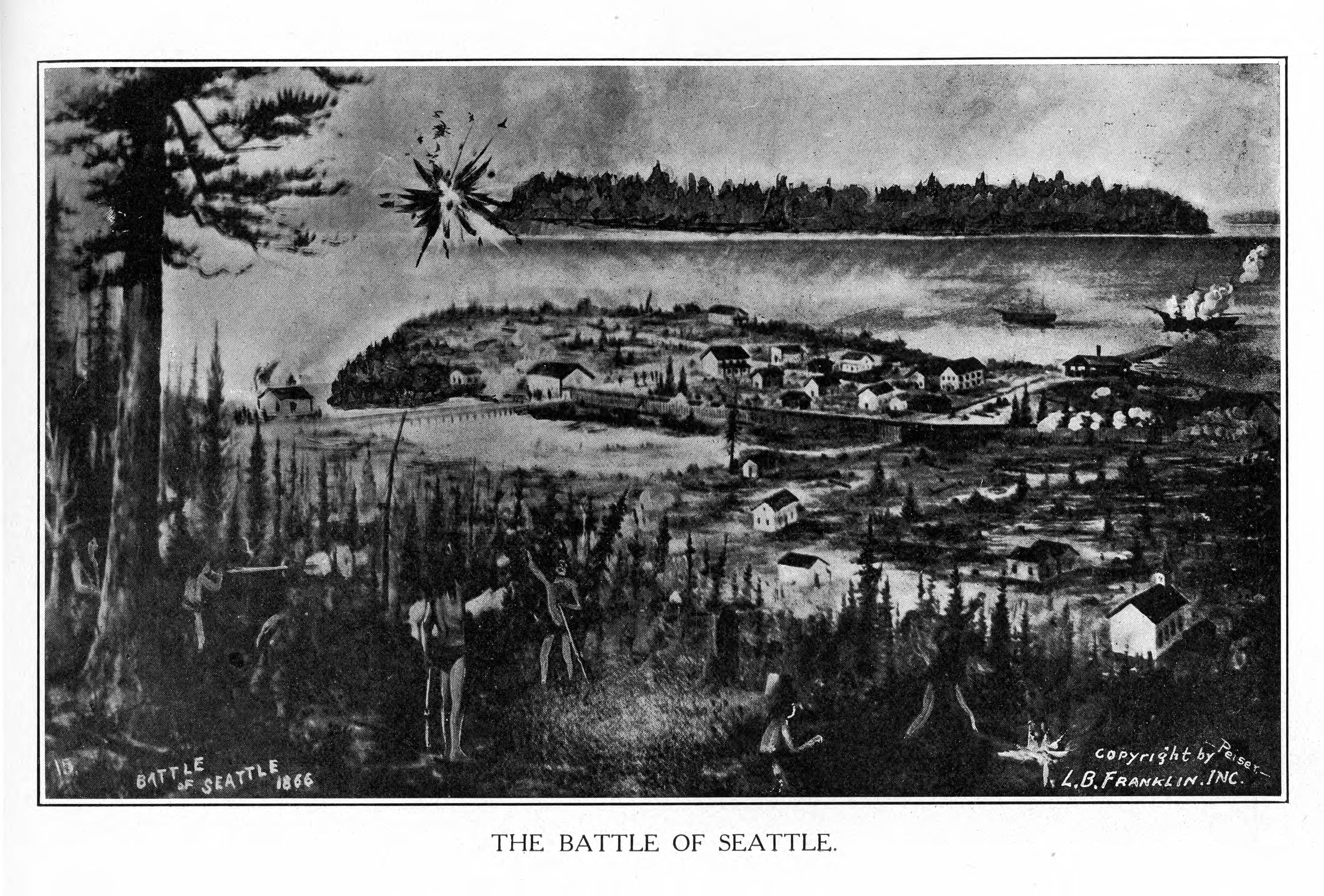
Obraz zobrazující „bitvu o Seattle“, během které došlo v roce 1856 k ozbrojenému střetu mezi indiány a americkými osadníky

Archeologické nálezy nasvědčují tomu, že okolí dnešního Seattlu bylo indiány obývané již před 4 tisíci lety. Před příchodem prvních Evropanů, vedených Georgem Vancouverem, obývali příslušníci původních kmenů, Duwamišové, velké plochy v okolí Elliottova zálivu.
Město bylo založeno v listopadu 1851 členy výpravy, kterou vedl americký pionýr Arthur A. Denny. Pojmenovali jej New York, po svém rodném státě, ale již v dubnu 1853 bylo přejmenováno na New York Alki. V současnosti je původní oblast města známá jako Alki Point.
Jméno Seattle se poprvé objevilo v oficiálních dokumentech teritoria Washington 23. května 1853, při prvním rozparcelování města. Stalo se tak na počest náčelníka Sealtha, který stál v čele kmene Duwamišů, původních obyvatel celé oblasti. Seattle je anglická zkomolenina jeho jména. 14. ledna 1865 byla teritoriem Washington vydána charta o oficiálním vzniku města. Byly vymezeny jeho hranice a vytvořena pětičlenná městská rada. Po dvou letech ale vznikl návrh radu kvůli jejímu špatnému fungování rozpustit, což se následně 18. ledna 1867 stalo. Samospráva města tak přešla na krátkou dobu do rukou okresu King, než byl v druhé polovině roku 1869 podán občany nový návrh, požadující obnovení městské rady. Nová rada ustavená 2. prosince 1869 byla tvořena sedmi členy a starostou, kterým byl zvolen republikán Henry A. Atkins.

### Rozvoj města a první světová válka

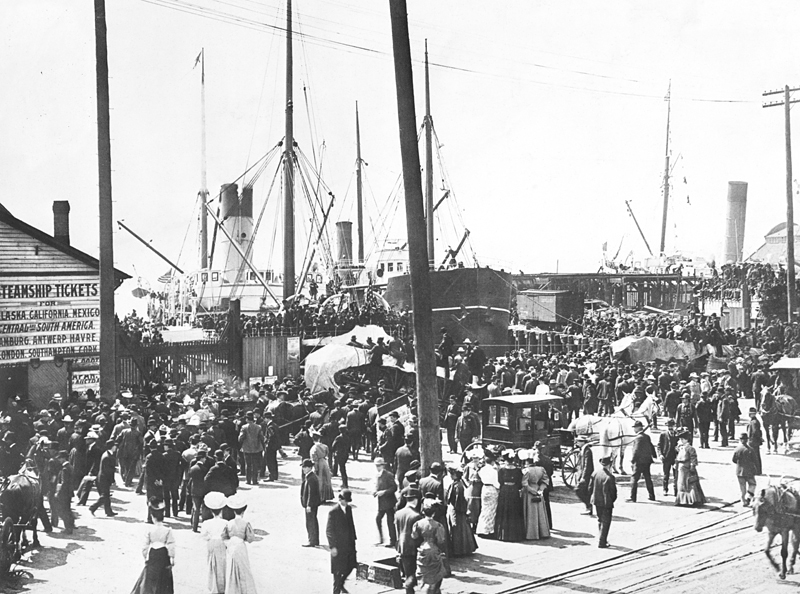
Seattleský přístav během zlaté horečky na Klondiku v roce 1897

Za prvotní rozvoj vděčí město dřevařskému průmyslu, jehož rozkvět byl zapříčiněn vysokou poptávkou po stavebním materiálu od ostatních měst na západním pobřeží, zejména San Francisca. V polovině 50. let 19. století tak v okolí Pugetova zálivu existovaly již desítky větších či menších pil z velké části vybudovaných právě sanfranciskými investory. Nabídka práce však do Seattlu přivedla i mnoho čínských imigrantů, proti nimž se v letech 1885–1886 rozhořely rozsáhlé nepokoje, které utišilo až prezidentem vyhlášené stanné právo 9. února 1886. V roce 1889 postihl město rozsáhlý požár. Způsobené škody byly odhadnuty na 20 milionů dolarů.
K dalšímu rozvoji města přispěla zlatá horečka probíhající v letech 1896 až 1899. 17. července 1897 připlul do Seattlu první parník z Aljašky s 68 zlatokopy na palubě a „tunou ryzího zlata“ natěženého na březích řeky Klondike. Během několika měsíců se stal Seattle hlavním dopravním uzlem mezi Yukonem a Spojenými státy.
V roce 1909 se na kampusu Washingtonské univerzity konala světová výstava. Navštívily ji zhruba 4 miliony lidí včetně tehdejšího prezidenta Williama Howarda Tafta.
Během první světové války zažil Seattle rychlý růst loďařského průmyslu a město se díky tomu opět stalo významným průmyslovým střediskem. Krátce po válce na sebe město strhlo národní pozornost kvůli snaze o snížení mezd loďařům. To vyústilo 2. února 1919 v první americkou generální stávku, které se zúčastnilo více než 65 tisíc odborářů. Kvůli vojenskému nátlaku ze strany vlády však byla po pěti dnech ukončena.

### Druhá světová válka a poválečné období

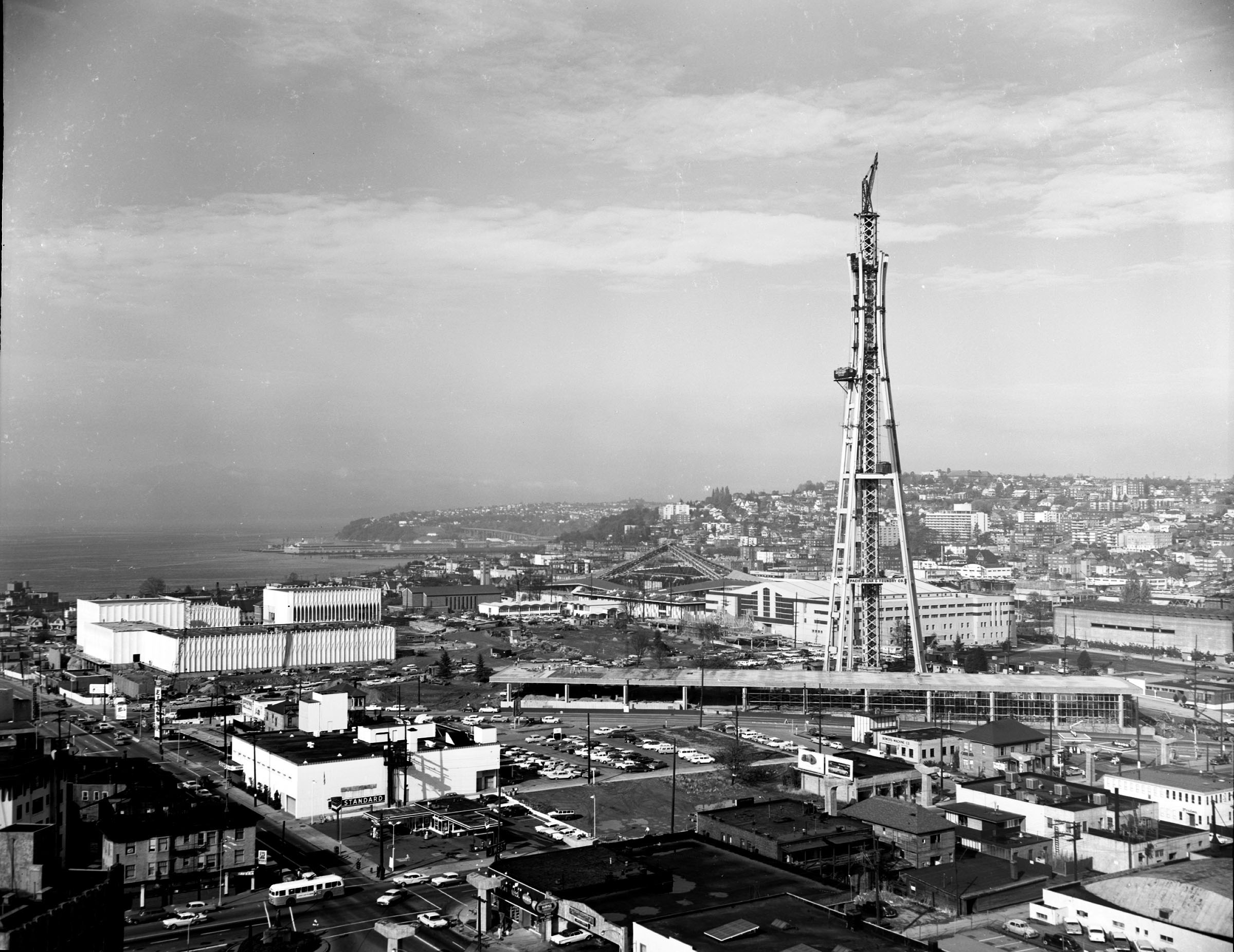
Rozestavěné budovy na pozemku ve čtvrti Queen Anne Hill, který byl vybrán jako místo pořádání světové výstavy 1962

Počátkem 20. století se zde začal rozvíjet letecký průmysl – založena byla společnost Boeing. Ta během druhé světové války zvýšila počet svých zaměstnanců o téměř 1 200 % a její tržby vzrostly z 10 na 600 milionů dolarů ročně. Konec války s sebou nicméně přinesl ekonomický propad celé oblasti, který přetrval až do konce 50. let 20. století.
V roce 1962 se v Seattlu konala již druhá světová výstava, během níž byl postaven např. monorail nebo dominanta města – věž Space Needle. Po dobu 6 měsíců, kdy výstava trvala, ji navštívilo bezmála 10 milionů lidí.
Počátkem 80. let bylo město šokováno masakrem ve Wah Mee, během kterého tři ozbrojení útočníci zavraždili celkem 13 lidí. Jedná se o nejtragičtější zločin, který byl kdy v Seattlu spáchán. Z tohoto období také pochází hudební styl grunge, známý díky kapelám jako Nirvana, Green River nebo později Mudhoney.
Ke konci listopadu 1999 se v Seattlu konalo zasedání Světové obchodní organizace, na němž se projednávaly věci jako globalizace bezpečnosti práce, pracovních podmínek a jiné. Proti jednání a politice této organizace přijelo do města demonstrovat více než 40 tisíc odborářů, politických, environmentálních a lidskoprávních aktivistů. I přes několik střetů s policií se jim podařilo jednání efektivně zablokovat. Nepokoje na krátkou dobu vyvolaly další demonstrace na podporu aktivistů, a to nejen v ulicích Seattlu, ale i v několika ostatních zemích po celém světě.
V roce 2001 zasáhlo Seattle zemětřesení o síle 6,8 stupně Richterovy stupnice. Způsobené škody v celé oblasti Pugetova zálivu byly odhadnuty na 1 miliardu dolarů.

## Geografie

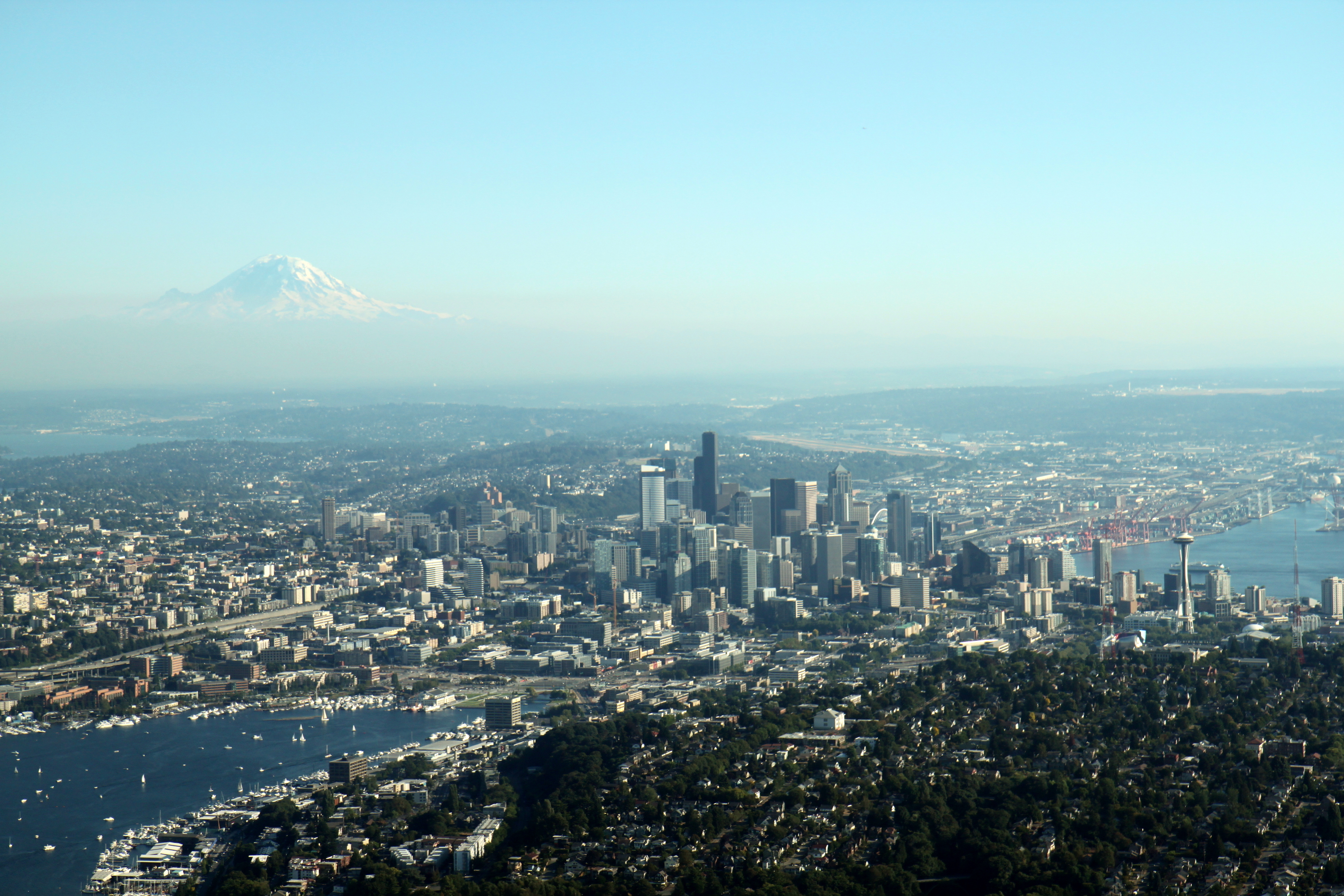
Pohled na Seattle Downtown, Elliottův záliv (vpravo) a jezero Union (vlevo) v pozadí s Mount Rainierem

Seattle se rozprostírá na pevninské šíji mezi Pugetovým zálivem a Washingtonovým jezerem, asi 175 km jižně od hranic s Kanadou. Jezero i záliv jsou propojeny uměle vybudovaným lodním kanálem z první poloviny 19. století. Na západě od města se nachází Kitsapův poloostrov a Olympijský národní park, který byl v roce 1981 zapsán na Seznam světového dědictví UNESCO. Celou východní hranici města tvoří Sammamišské jezero a Kaskádové pohoří chrání Seattle před kontinentálními větry.
Terén města je poměrně kopcovitý, rozdíl mezi nejníže a nejvýše položeným bodem činí 158 m. O Seattlu, stejně jako o Římě, se říká, že se rozkládá na „sedmi pahorcích“. Jejich seznamy se často liší, ale většinou zahrnují Capitol Hill, First Hill, Renton Hill, Beacon Hill, Queen Anne Hill, Yesler Hill a bývalý Denny Hill.
Kvůli jeho poloze v Ohnivém kruhu hrozí Seattlu, jako dalším městům na západním pobřeží, velké riziko zemětřesení.

Podle údajů z amerického sčítání lidu 2010 činí rozloha města 369,2 km². Z toho 152 km², tedy 41 %, tvoří vodní plochy.

## Městské čtvrtě

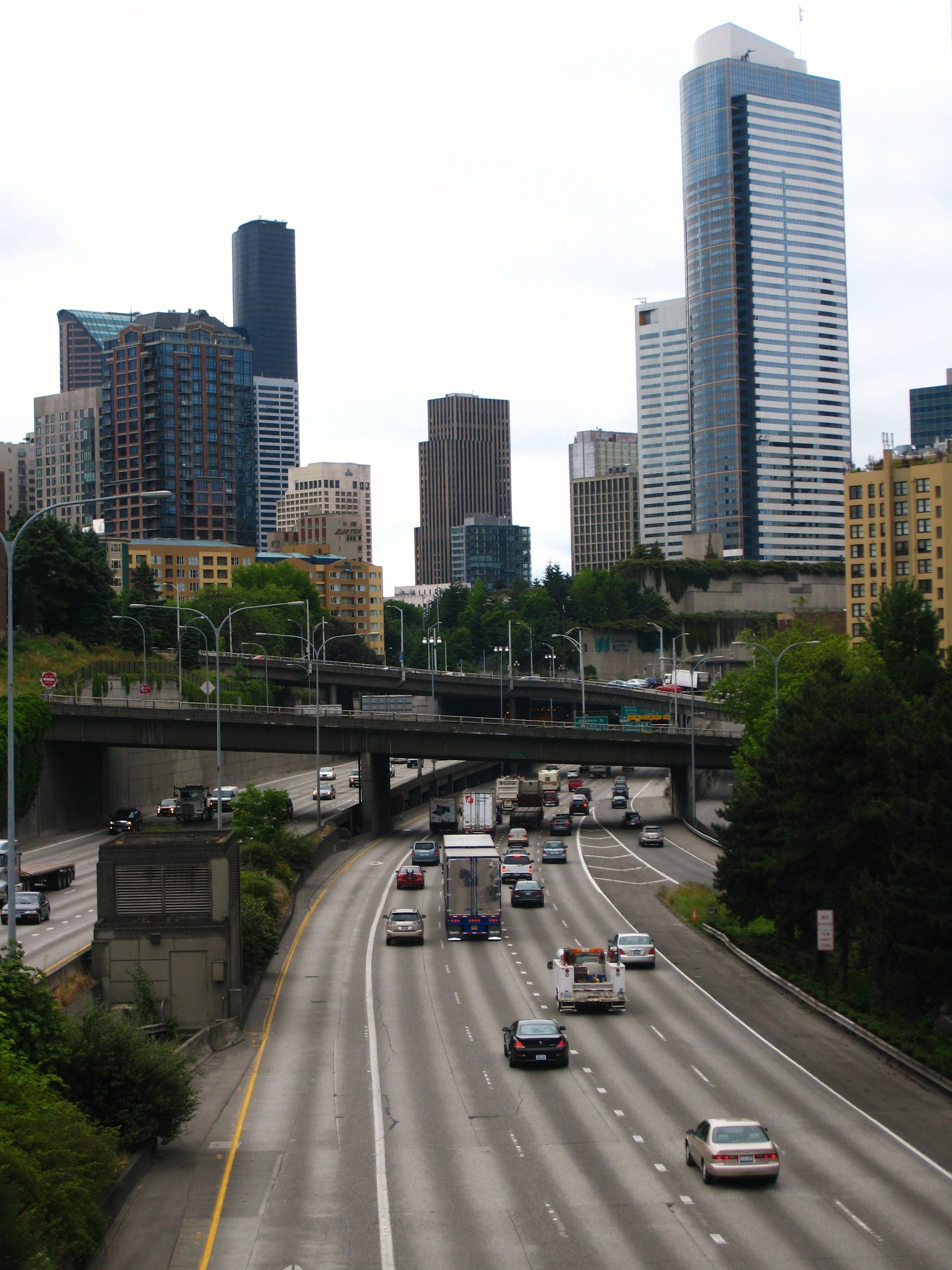
Downtown ze silnice Interstate 5

### Downtown
Centrum Seattlu se nachází ve čtvrti Downtown, na 1st Ave, na náměstí Pioneer Square. Oblast je charakteristická historickou zástavbou z konce 19. století z červených cihel a vzrostlými stromy. V přízemí domů jsou převážně restaurace, bary, obchody, galerie a rockové kluby. V centru náměstí Pioneer Square stojí totem. Další čtyři totemy, s vyřezanými mytickými postavami ze života severoamerických indiánů, se nachází o něco jižněji v Occidental Parku. Dva bloky východním směrem od Pioneer Square stojí nejstarší mrakodrap ve městě, Smith Tower. Stavba z bílých terakotových cihel byla dokončena roku 1914. Opačným směrem, na západ, se pak nachází hlavní městský terminál trajektů.

### Pike Place Market

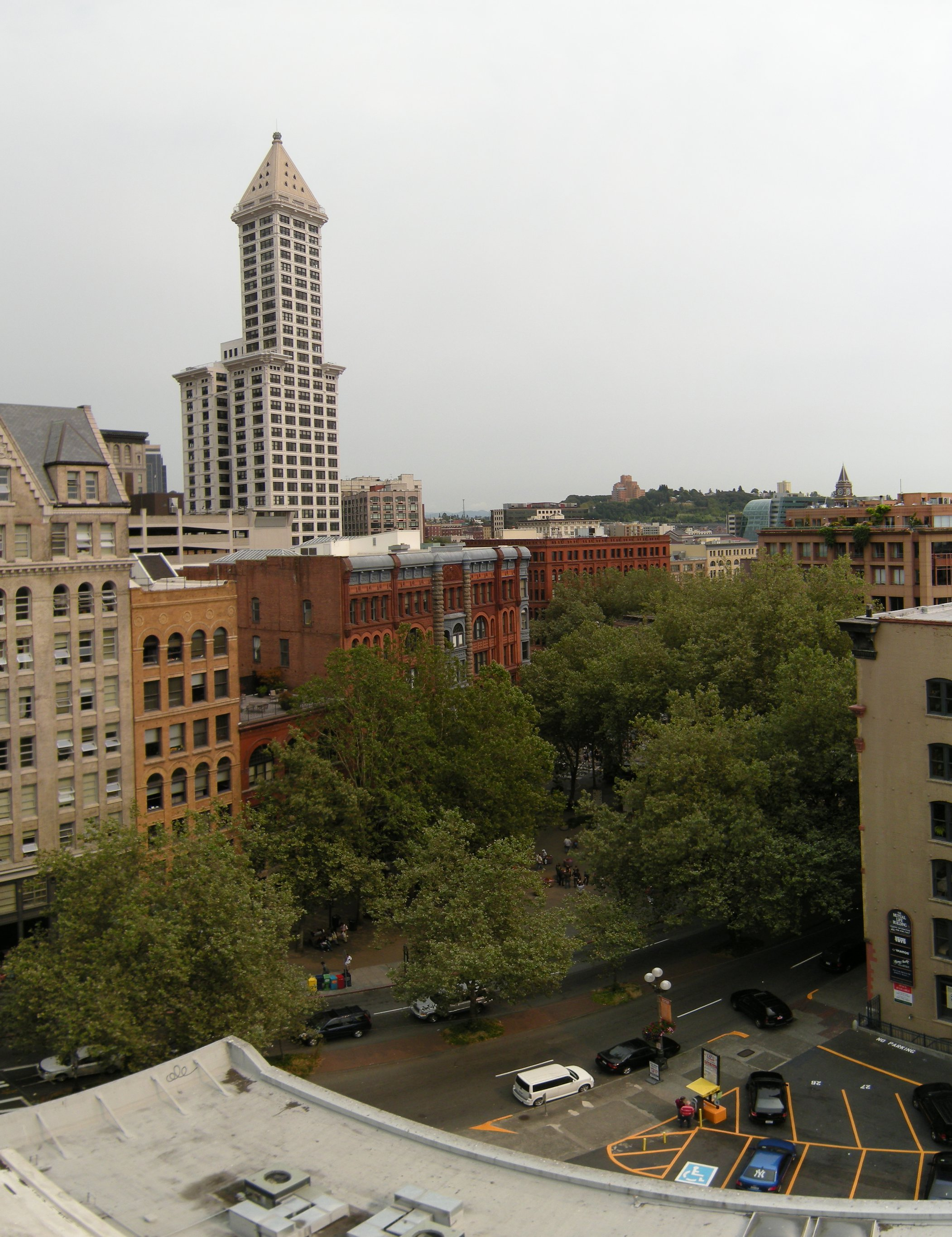
Náměstí Pioneer Square a Smith Tower

Jedním z nejpopulárnějších míst v Seattlu je nejstarší fungující trh ve Spojených státech Pike Place Market. Nachází se severozápadně od čtvrti Downtown, ve stejnojmenné ulici Pike Place. Trh zde působí od roku 1907. V 60. letech 20. století existovala snaha tržiště zbourat, po velkých protestech místních obyvatel však bylo od záměru upuštěno. Trh byl zrenovován a pokračuje ve své činnosti. Je zde možné zakoupit čerstvé ryby, ovoce, zeleninu, květiny, ale i ručně vyrobené šperky či dřevoryty. Po schodišti lze z Pike Place sejít na nábřeží, kde se na Pier 59 nachází Seattleské akvárium a ruské kolo.

### Belltown
Severozápadně od čtvrtí Downtown a Pike Place Market leží čtvrť Belltown, známá jako sídlo společnosti Sub Pop Records. Její severozápadní část směrem k nábřeží tvoří především nová čtyř až sedmipodlažní zástavba s restauracemi, bary a obchody. Centrum Belltownu s kavárnami, bary a hudebními antikvariáty tvoří přibližně pět bloků na 2nd Ave mezi ulicemi Stewart a Battery.

### Lower Queen Anne a Seattle Center

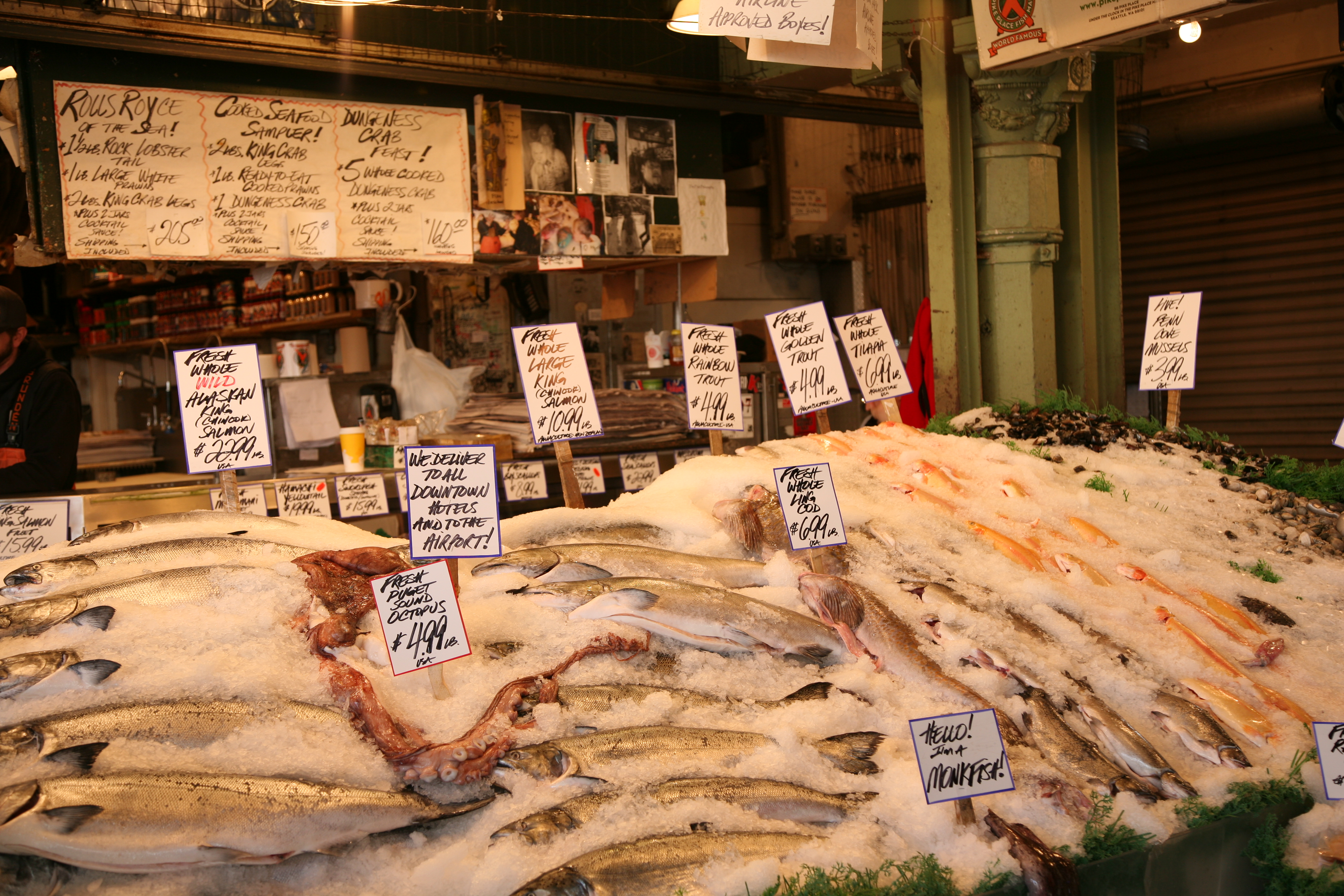
Čerstvé ryby na Pike Place Marketu

Severně od Belltownu leží čtvrť Lower Queen Anne, v jejíž jihovýchodní části se nachází komplex Seattle Center. Oblast tvoří park s řadou jednotlivých staveb. Komplex byl vystavěn v roce 1962 pro světovou výstavu. Dnes je centrem kulturního dění, pořádají se zde koncerty, festivaly, kulturní i sportovní akce. Nejznámější stavbou, která zároveň dominuje panoramatu celého města, je 184 m vysoká věž Space Needle. Dále se zde nachází Pacifické centrum vědy, Seattleská opera, několik divadel a hudební muzeum Experience Music Project.

### First Hill
Východně od Downtownu leží čtvrť First Hill s nejvyššími budovami ve městě. Čtvrť je především administrativního typu s řadou hotelů. Nejvyšší budovou v Seattlu, a zároveň celém státě Washington, je Columbia Center. Stavba má 76 podlaží a výšku 285 m, byla postavena v letech 1982 až 1985. Extravagantní budovou nedaleko Columbia Center je stavba Seattleské ústřední knihovny z roku 2004.

### Capitol Hill, University District a Fremont
Severně od First Hill leží Capitol Hill. Čtvrť byla velmi populární v 60. a 70. letech, kdy se tu usazovala řada lidí sympatizujících s hippies a různými alternativními směry. Dnes je čtvrť proslulá pestrým nočním životem. Severně přes zátoku Union pak leží Univerzitní čtvrť (University District), kde se nachází Washingtonská univerzita a mnoho kaváren, kin a obchodů. Západně od University District se nachází čtvrť Fremont, známá jako umělecké centrum celé oblasti. Místním lákadlem je zdejší troll nebo kontroverzní socha Vladimira Iljiče Lenina, největší svého druhu ve Spojených státech.

## Podnebí
Seattle má teplé středozemní klima (Köppenova klasifikace podnebí – Csb) s teplými suchými léty a vlhkými chladnými zimami. Olympijské pohoří chrání Seattle před prudkými větry od Tichého oceánu a Kaskádové pohoří na východě zase od kontinentálních větrů. Seattle se dlouhodobě řadí mezi nejdeštivější města ve Spojených státech, uvádí se, že zatažená obloha je zde průměrně až 220 dní v roce a z toho 150 dní proprší. V zimě se teplota pohybuje mezi 2–4 °C, v létě pak mezi 20–23 °C. Nejnižší naměřená teplota v Seattlu byla −17,8 °C a nejvyšší 39,5 °C. Každoročně zde spadne až 965 mm srážek.
| Seattle (Sea-Tac) – podnebí          | Seattle (Sea-Tac) – podnebí | Seattle (Sea-Tac) – podnebí | Seattle (Sea-Tac) – podnebí | Seattle (Sea-Tac) – podnebí | Seattle (Sea-Tac) – podnebí | Seattle (Sea-Tac) – podnebí | Seattle (Sea-Tac) – podnebí | Seattle (Sea-Tac) – podnebí | Seattle (Sea-Tac) – podnebí | Seattle (Sea-Tac) – podnebí | Seattle (Sea-Tac) – podnebí | Seattle (Sea-Tac) – podnebí | Seattle (Sea-Tac) – podnebí |
| Období                               | leden                       | únor                        | březen                      | duben                       | květen                      | červen                      | červenec                    | srpen                       | září                        | říjen                       | listopad                    | prosinec                    | rok                         |
| ------------------------------------ | --------------------------- | --------------------------- | --------------------------- | --------------------------- | --------------------------- | --------------------------- | --------------------------- | --------------------------- | --------------------------- | --------------------------- | --------------------------- | --------------------------- | --------------------------- |
| Nejvyšší teplota [°C]                | 19,4                        | 21,1                        | 25,6                        | 30,6                        | 33,9                        | 36,7                        | 39,5                        | 37,2                        | 36,7                        | 31,7                        | 23,3                        | 18,3                        | 39,5                        |
| Průměrné denní maximum [°C]          | 8                           | 10                          | 12                          | 14                          | 18                          | 21                          | 24                          | 24                          | 21                          | 16                          | 11                          | 8                           | 16                          |
| Průměrná teplota [°C]                | 5                           | 7                           | 8                           | 10                          | 13                          | 16                          | 19                          | 19                          | 16                          | 12                          | 8                           | 5                           | 12                          |
| Průměrné denní minimum [°C]          | 2                           | 3                           | 4                           | 6                           | 8                           | 11                          | 13                          | 13                          | 11                          | 8                           | 4                           | 2                           | 7                           |
| Nejnižší teplota [°C]                | −17,8                       | −17,2                       | −11,7                       | −1,7                        | −2,2                        | 3,3                         | 6,1                         | 6,7                         | 1,7                         | −2,2                        | −14,4                       | −14,4                       | −17,8                       |
| Průměrné srážky [mm]                 | 130                         | 106                         | 95                          | 66                          | 45                          | 38                          | 20                          | 26                          | 41                          | 81                          | 150                         | 143                         | 941                         |
| Sněžení [cm]                         | 61                          | 33                          | 15                          | 3                           | 0                           | 0                           | 0                           | 0                           | 0                           | 3                           | 28                          | 64                          | 207                         |
| Zdroj: Intellicast; NOAA; ClimaTemps |                             |                             |                             |                             |                             |                             |                             |                             |                             |                             |                             |                             |                             |

## Demografie
| Náboženské složení  | Náboženské složení  | Náboženské složení | Náboženské složení | Náboženské složení |
| ------------------- | ------------------- | ------------------ | ------------------ | ------------------ |
|                     |                     |                    |                    |                    |
| Křesťanství         | Křesťanství         |                    | 52 %               | 52 %               |
| – Protestantství    | – Protestantství    |                    | 34 %               | 34 %               |
| – Katolictví        | – Katolictví        |                    | 15 %               | 15 %               |
| – Ostatní směry     | – Ostatní směry     |                    | 3 %                | 3 %                |
| Buddhismus          | Buddhismus          |                    | 2 %                | 2 %                |
| Hinduismus          | Hinduismus          |                    | 2 %                | 2 %                |
| Judaismus           | Judaismus           |                    | 1 %                | 1 %                |
| Jiné náboženství    | Jiné náboženství    |                    | 4 %                | 4 %                |
| Bez vyznání         | Bez vyznání         |                    | 37 %               | 37 %               |
| Neví / neodpověděli | Neví / neodpověděli |                    | 1 %                | 1 %                |
| Údaje z roku 2014   |                     |                    |                    |                    |

Seattle je 20. nejlidnatější město ve Spojených státech, s odhadovaným počtem 686 800 obyvatel. Celá aglomerace města pak čítá zhruba 3 671 478 obyvatel, což z ní činí 15. největší v USA. Hustota zalidnění města je 1 860 obyv./km².
Nejrychleji rostoucí etnickou skupinou v Seattlu jsou Asiaté a Hispánci, kteří představují asi 20 % ze všech obyvatel. Tyto dvě skupiny jsou všeobecně nejrychleji rostoucími etnickými skupinami i v celých Spojených státech. Mezi další rychle rozrůstající se etnické skupiny patří Somálci a Vietnamci. Nejpočetnější rasovou skupinu tvoří běloši, asi 69,5 %. Až 22,6 % obyvatel města mluví doma jiným jazykem než angličtinou.
V Seattlu je registrováno více než 313 tisíc bytových jednotek, z toho asi 8 % není obydlených. Až 90 tisíc lidí zde žije pod hranicí chudoby a 3 tisíce lidí bez domova. V září 2005 přijal okres King plán s názvem „Ten-Year Plan to End Homelessness“, který má za cíl zlepšit životní úroveň bezdomovců.
Seattle je také sídlem velké LGBT komunity. Podle studií Kalifornské univerzity z roku 2006 se až 12,9 % dotázaných označilo za gaye, lesbu nebo bisexuála, což je hned druhý nejvyšší počet ve Spojených státech po San Franciscu. Metropolitní oblast Seattle se také umístila na druhém místě mezi hlavními americkými metropolitními oblastmi s 6,5% populací označující se za lesbu, gaye nebo bisexuála. Podle odhadů ze sčítání lidu byla v roce 2012 v Seattlu největší koncentrace homosexuálních párů žijících v jedné domácnosti ze všech amerických měst. Seattle tak s 2,6 % překonal San Francisco, které je všeobecně považováno za město nejvíce nakloněné LGBT komunitě.
Seattle má z hlediska náboženského složení jeden z největších podílů nevěřících v celých Spojených státech. Nejrozšířenějším náboženstvím je zde křesťanství, to vyznává asi 52 % obyvatel. Nepatrné procento lidí pak vyznává buddhismus, hinduismus a judaismus (viz graf).

## Vzdělání

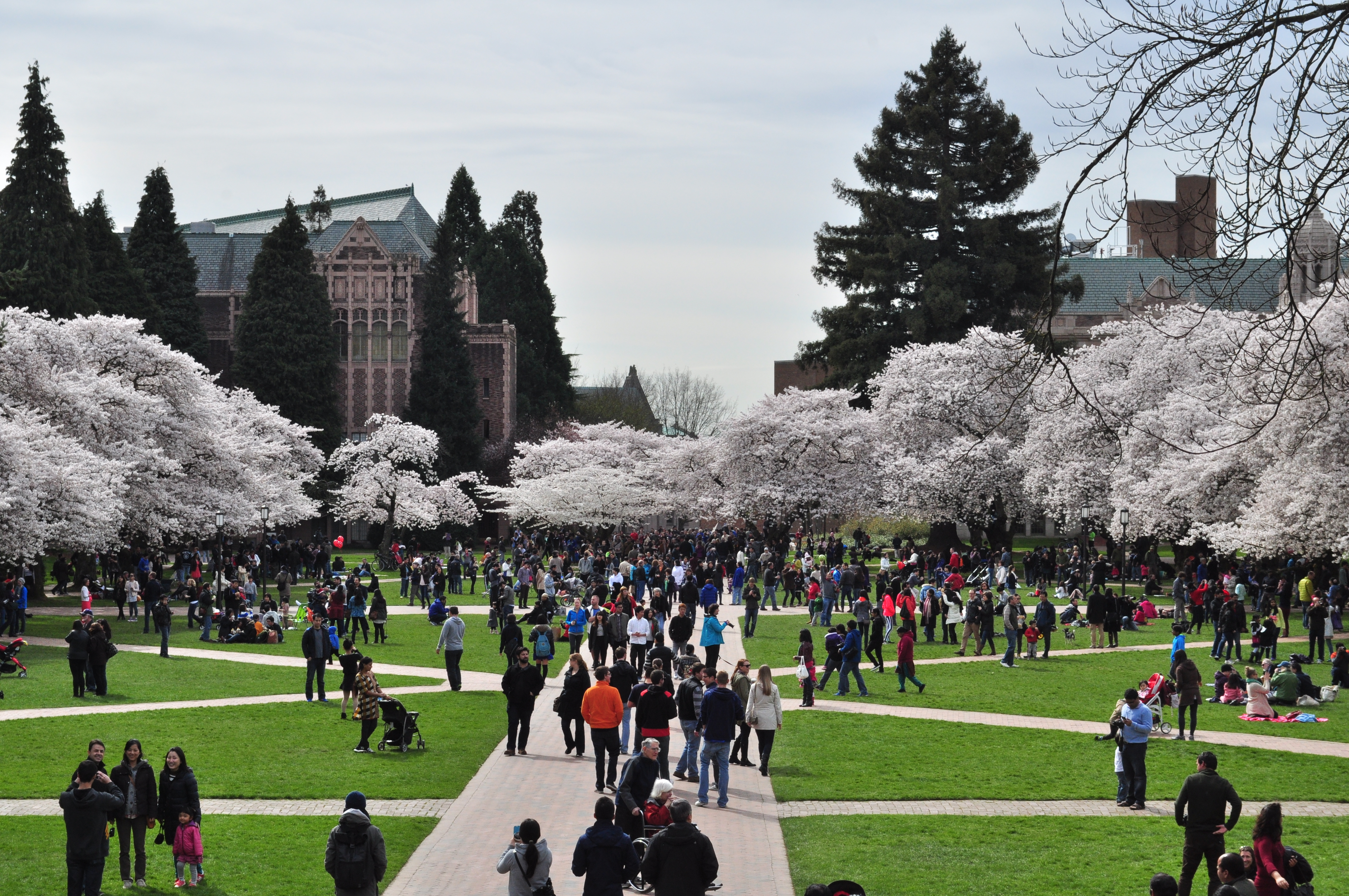
Kampus Washingtonské univerzity

Vědci z univerzity Central Connecticut State University (CCSU) označili v roce 2009 Seattle za město s nejvzdělanějšími obyvateli v celých Spojených státech. Podle údajů ze sčítání lidu má 93 % obyvatel starších 25 let středoškolské vzdělání a až 58 % bakalářské nebo vyšší.
Všechny státní školy v Seattlu spadají do školního obvodu Seattle Public Schools, který je největším obvodem ve státě Washington. V roce 2015 zde studovalo více než 52 tisíc studentů na celkem 97 školách. 45,6 % z nich tvořili běloši, 16,4 % Afroameričané, 15,8 % Asiaté, 12,4 % Hispánci a zbylých 9,8 % ostatní rasy.
V Seattlu sídlí prestižní Washingtonská univerzita. V roce 2016 byla na Šanghajském žebříčku vyhodnocena jako 15. nejlepší univerzita na světě a 13. v USA. S přibližně 44 tisíci studenty je rovněž největší školou celého amerického severozápadu. Univerzita provozuje systém knihoven, který je 19. největší v USA, s obsahem více než 7,2 miliony knih. Asi jedna čtvrtina všech knih se nachází v Suzzallově knihovně na kampusu univerzity.

## Ekonomika

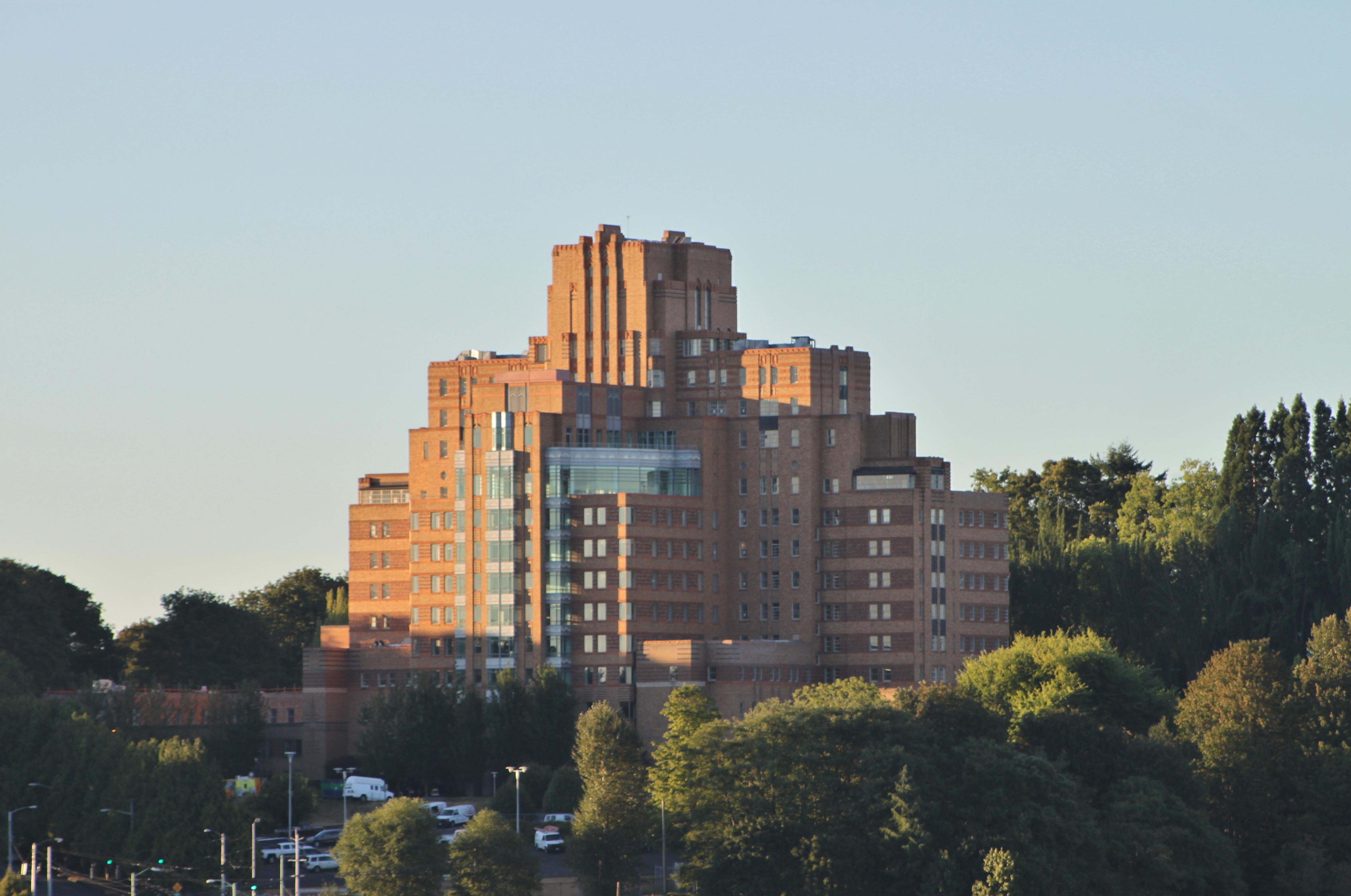
Bývalé sídlo společnosti Amazon.com, dnes sloužící jako zdravotní středisko

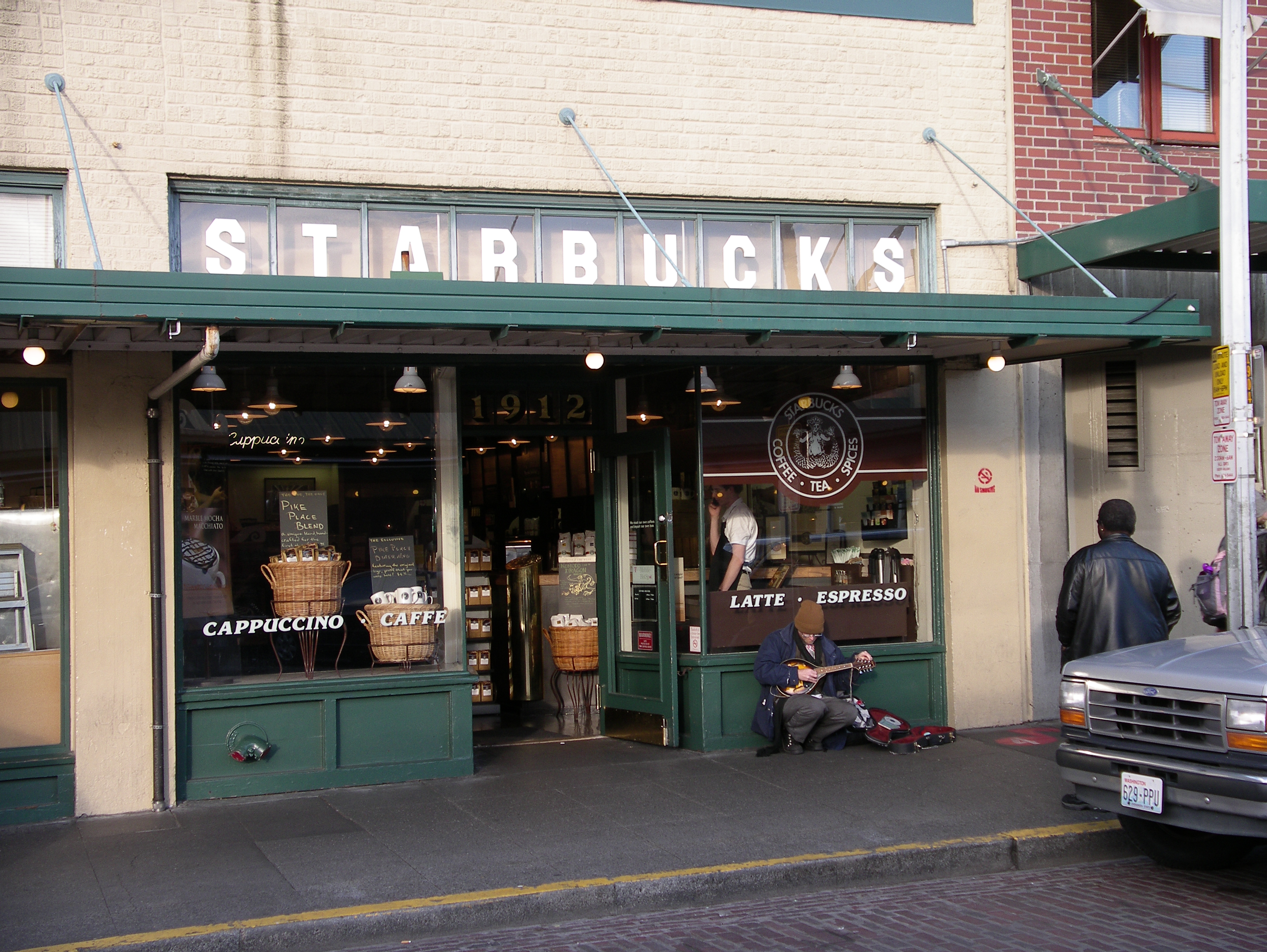
První kavárna společnosti Starbucks, otevřená v roce 1971

Seattle vzkvétá díky službám, obchodu a počítačovému hi-tech průmyslu. Odhadovaný hrubý domácí produkt v seattleské metropolitní oblasti dosáhl v roce 2014 300,8 miliard dolarů, což z ní činilo 11. největší ekonomiku v USA. Seattleský přístav, který také provozuje mezinárodní letiště Sea-Tac, je hlavní vstupní branou pro obchod s Asií a plavby na Aljašku. V roce 2014 byl třetím nejrušnějším přístavem v Severní Americe, co se objemu kontejnerové dopravy týká. I přes následky ekonomické krize si Seattle udržel celkem silnou ekonomiku a zůstává ohniskem pro začínající podnikatele, zejména v oblasti ekostavitelství a čisté technologie; je označován jako americké „nejchytřejší město“ na základě své vládní politiky a zelené ekonomiky. 17. června 2013 přijalo vedení města rezoluci 31447, podle níž by se měl Seattle v roce 2050 stát prvním „klimaticky neutrálním“ městem v Severní Americe s nulovým množstvím emisí skleníkových plynů na jednoho obyvatele.
V roce 2016 zde sídlilo pět společností zapsaných na prestižním žebříčku Fortune 500, který každý rok uvádí 500 největších amerických soukromých a veřejných korporací podle jejich hrubého obratu. Byly jimi internetový obchod Amazon.com (#18), řetězec kaváren Starbucks (#146), řetězec obchodních domů Nordstrom (#197), přepravní společnost Expeditors International of Washington (#390) a letecká holdingová společnost Alaska Air Group (#459). V regionu Pugetova zálivu se však nachází mnoho dalších firem se Seattlem výrazně spjatých: maloobchodní řetězec Costco (#15), výrobce softwarů a technologií Microsoft (#25) sídlící v nedalekém Redmondu, výrobce těžkých nákladních vozidel Paccar (#147) se sídlem v Bellevue, dřevozpracující a papírenská společnost Weyerhaeuser (#373) a cestovní agentura Expedia (#385). Své sídlo zde měl i výrobce letecké techniky Boeing (#27), než jej v roce 2001 přemístil do Chicaga ve státě Illinois. Do té doby byl největší společností sídlící v Seattlu, avšak i po svém odchodu stále provozuje továrny v Everettu a Rentonu.

## Samospráva a politika

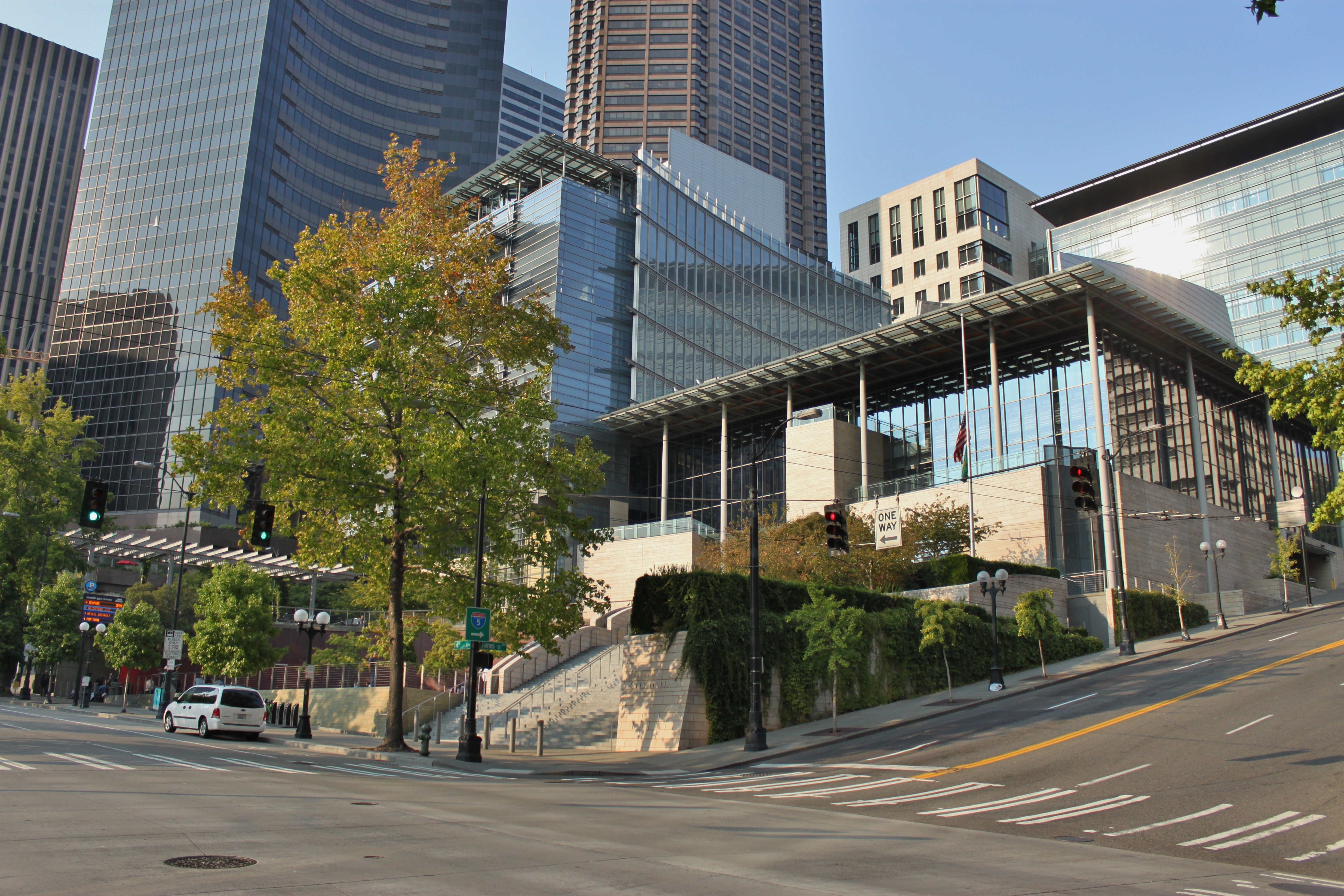
V seattleské radnici sídlí městská rada a starosta, avšak většina úřadů se nachází v sousední výškové budově

Zákonodárnou moc v Seattlu představuje městská rada tvořená devíti členy volenými vždy na čtyři roky. Rada zodpovídá za městský rozpočet, veřejné školství, nápravná zařízení, knihovny, veřejnou bezpečnost, odpočinková zařízení, hygienická zařízení, dodávku vody a sociální služby. Všechny městské úřady jsou technicky nestranické.
V Seattlu má velmi silnou podporu demokratická strana, čemuž nasvědčuje fakt, že prezidentské volby zde demokratičtí kandidáti vyhrávají nepřetržitě již od roku 1988. Seattle byl prvním americkým městem s ženskou starostkou, jíž byla v letech 1926 až 1928 Bertha Knight Landesová.
Seattle je všeobecně považován za jedno z nejliberálnějších měst v celých Spojených státech. Podpora pro otázky jako například práva homosexuálů je v místní politice do značné míry považována za samozřejmost. V roce 2012 hlasovala drtivá většina obyvatel Seattlu pro schválení referenda 74, a tím povolení stejnopohlavního manželství ve státě Washington. Ve stejném roce proběhlo i hlasování, známé jako iniciativa 502, v němž se rovněž valná většina obyvatel vyslovila pro legalizaci marihuany k rekreačním účelům.
V červenci 2012 byla schválena vyhláška zakazující prodej igelitových nákupních tašek v obchodech. V červnu 2014 odsouhlasila městská rada postupné zvyšování minimální mzdy mezi roky 2015 a 2021 na 15 dolarů za hodinu. Při jejím plném zavedení by se tak Seattle stal jedním z měst s nejvyšší minimální mzdou v celých Spojených státech. Od 28. června 2013 se v Seattlu nachází honorární konzulát České republiky.

## Sport

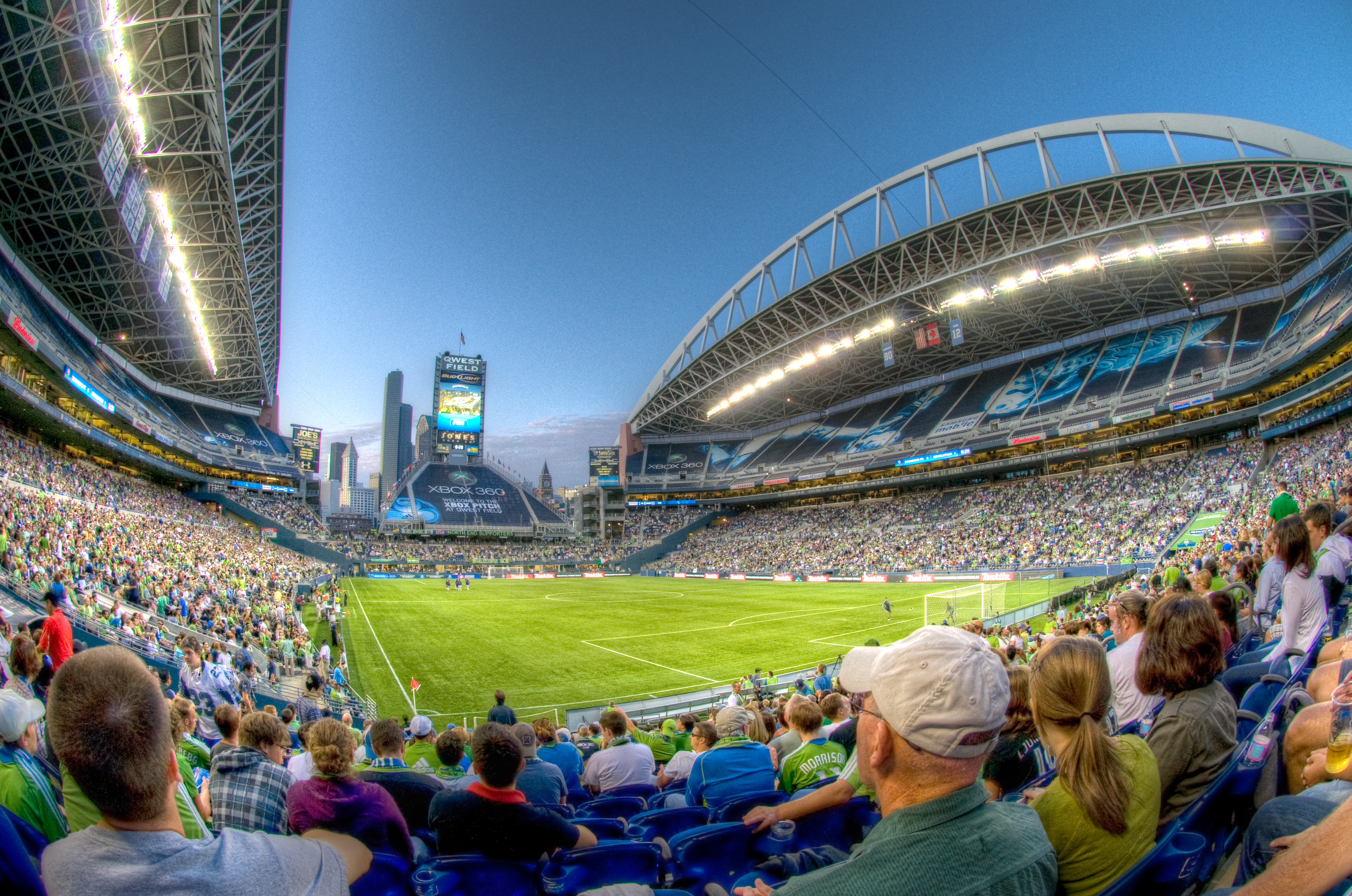
Stadion CenturyLink Field, domov týmů Seattle Seahawks a Seattle Sounders FC

Historie profesionálního sportu v Seattlu se začala psát na počátku 20. století v PCHA, kdy v roce 1917 vyhráli Seattle Metropolitans jako první americký tým Stanley Cup. Další úspěch přišel v roce 1979 s vítězstvím Seattle SuperSonics ve finále NBA. V roce 1990 hostilo město II. hry dobré vůle.
Reprezentanty města v Národní fotbalové lize (NFL) jsou Seattle Seahawks. Své domovské zápasy hrají na stadionu Lumen Field s kapacitou 69 tisíc míst. V sezóně 2013 se jim podařilo vyhrát svůj první titul – Super Bowl XLVIII.
V Major League Baseball (MLB) město reprezentují Seattle Mariners. Za svou historii klub třikrát vyhrál západní divizi AL, ale nikdy nepostoupil do Světové série. Jejich domovským stadionem je Safeco Field.
Město je domovem Seattle Sounders FC hrajících profesionální fotbal v Major League Soccer (MLS). Tým čtyřikrát vyhrál US Open Cup, nejstarší fotbalovou soutěž v USA, a to v letech 2010, 2011, 2012 a 2014. V roce 2016 se týmu podařilo vyhrát MLS Cup. Své domovské zápasy hraje, stejně jako tým Seattle Seahawks, na stadionu CenturyLink Field. Profesionální fotbal v Národní ženské fotbalové lize (NWSL) hraje rovněž ženský tým Seattle Reign FC.
V ženské basketbalové lize WNBA město reprezentují Seattle Storm. Jejich domovským stadionem je KeyArena s kapacitou 17 072 míst pro basketbalové zápasy. V letech 2004 a 2010 se jim podařilo vyhrát finále WNBA.
V Seattlu se také nachází mnoho univerzitních týmů. Mezi nejznámější patří Seattle Redhawks, Seattle Pacific Falcons a Washington Huskies. V roce 1936 reprezentovali Huskies Spojené státy ve veslování na letních olympijských hrách v Berlíně, odkud si přivezli zlatou medaili.
Od sezóny 2021/2022, přesně od 21. 7. 2021, byl vedením NHL oficiálně povolen vstup hokejového týmu Seattle Kraken do této nejlepší hokejové ligy světa (NHL). Tým musel za vstup zaplatit astronomickou částku a další obrovské množství peněz stála obnova víceúčelové sportovní haly, kde budou hokejisté hrát své domácí zápasy. Seattle Kraken se tak stává už 32. týmem NHL, nejlepší hokejové ligy světa.

## Kultura

### Přezdívky
Od roku 1869 do roku 1982 se Seattlu říkalo Královské město. Dnes se mu však i oficiálně přezdívá Smaragdové město. Toto přízvisko vzniklo na počátku 80. let při soutěži vyhlášené místním občanským sdružením. Smaragdové proto, že město i celá oblast jsou charakteristické svou zelení. Neformálně se Seattlu také říká Brána na Aljašku, neboť je nejbližším velkoměstem na trase mezi Aljaškou a zbylými kontinentálními státy Unie, Deštivé město kvůli jeho oblačnému a deštivému počasí nebo Město letadel díky bývalému dlouhodobému působení společnosti Boeing. Seattle má také dvě oficiální motta: Město květin, čímž chce podpořit výsadbu květin ke zkrášlení města a Město dobré vůle, poukazující na ve městě dříve pořádané hry dobré vůle. Obyvatelé Seattlu jsou známí jako Seattleites.

### Hudba a umění

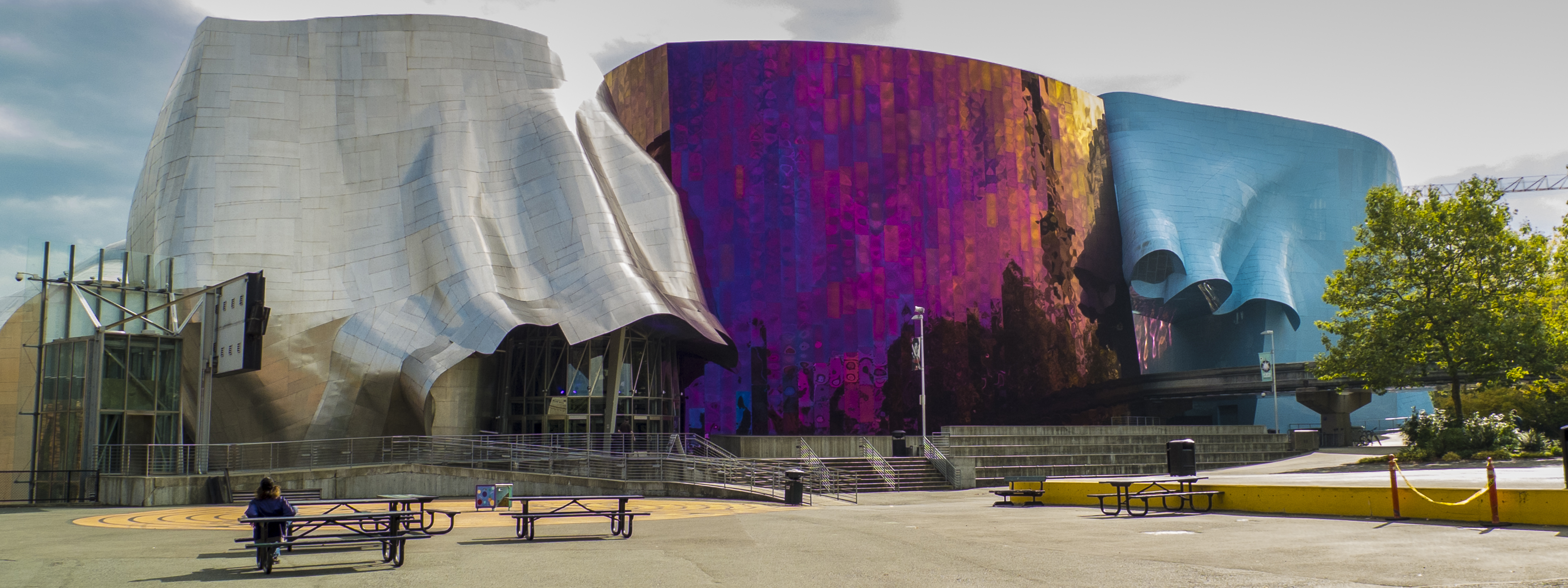
Hudební muzeum Experience Music Project

Seattle je po mnoho let regionálním centrem kultury a umění. Seattleský symfonický orchestr patří k nejuznávanějším v celé Severní Americe. Od svého vzniku získal nespočet cen, těmi nejvýraznějšími jsou např. dvě Ceny Grammy nebo dvě Ceny Emmy. Mezi další celostátně uznávaná uskupení patří Seattleská opera, Pacific Northwest Ballet nebo Seattle Youth Symphony Orchestras. Každoročně se zde také konají letní a zimní festivaly komorní hudby pořádané Seattleským sdružením pro komorní hudbu. Další velmi navštěvovanou událostí je rovněž mezinárodní filmový festival, který je v Seattlu tradičně pořádán od konce května po začátek června.
Seattle je považován za rodiště hudebního a životního stylu grunge. Svou popularitu si získal především v polovině 80. let, kdy zde vznikly kapely jako Nirvana, Alice in Chains, Pearl Jam, Soundgarden nebo Mudhoney. Dodnes se v Seattlu, především v okolí Downtownu, nachází mnoho hudebních klubů. V roce 2000 bylo na 5th Ave otevřeno hudební muzeum Experience Music Project. Je v něm vystavena celosvětově největší sbírka různých artefaktů, ručně psaných textů, osobních nástrojů a originálních fotografií kapely Nirvana a zpěváka Jimiho Hendrixe. Mezi další významná muzea patří Seattleské umělecké muzeum, Fryeovo muzeum umění, Seattleské muzeum asijského umění, Muzeum historie a průmyslu nebo Muzeum letectví, ve kterém se mimo jiné nachází i stíhačka MiG-21PFM vyrobená v České republice. Město každoročně přispívá 1 % ze svého rozpočtu na pouliční umění a místní umělce.

### Média
Nejvýznamnějším denně vycházejícím periodikem v Seattlu jsou The Seattle Times. V minulosti to byl i Seattle Post-Intelligencer, který vycházel od roku 1863 do 17. března 2009, kdy přešel k čistě elektronické podobě. Dalšími významnými deníky jsou Seattle Daily Journal of Commerce, zaměřený na obchod a podnikání, a The Daily, který je publikován studenty z Washingtonské univerzity, ale primárně se orientuje na celosvětové dění. Mezi nejznámější týdeníky patří Seattle Weekly a The Stranger, informující o místních událostech, Seattle Gay News, zaměřen na LGBT komunitu, a Real Change, který je prodáván převážně bezdomovci jako alternativa k žebrání. Nachází se tu také řada periodik určených pro příslušníky různých etnik, jako například The Facts, Northwest Asian Weekly nebo International Examiner.
Kromě všech velkých amerických televizních stanic je v Seattlu dostupných ještě nejméně pět anglických a dvě španělské. Diváci kabelové televize v Seattlu mohou na svých televizích přijímat vysílání CBUT 2 (CBS) z kanadského Vancouveru.

## Zdravotnictví
Tři z největších nemocnic v Seattlu se nachází ve čtvrti First Hill. Jsou jimi Zdravotní středisko Harborview, jediné traumacentrum úrovně I v regionu, který zahrnuje stát Washington, Aljašku, Montanu a Idaho, Zdravotní středisko Virginie Masonové a Švédské zdravotní středisko. Díky husté koncentraci lékařských zařízení je tato oblast často přezdívaná „Pill Hill“. University Discrit je sídlem Zdravotního střediska Washingtonské univerzity, které je spolu s Harborview provozováno Washingtonskou univerzitou. Mezi další významná lékařská zařízení v Seattlu patří Středisko Freda Hutchinsona pro výzkum rakoviny nebo dětská nemocnice Seattle Children's.

## Doprava

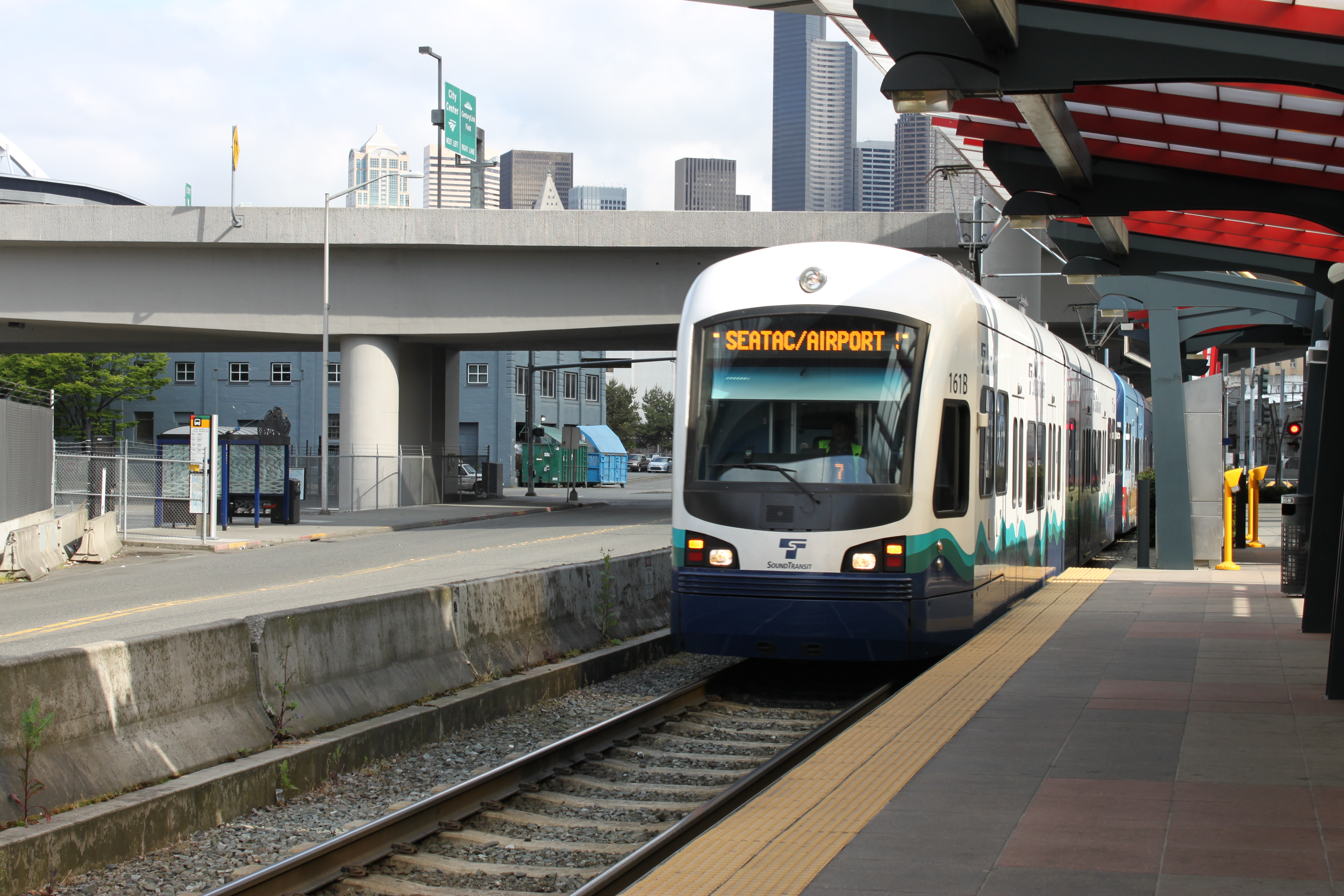
Central Link na stanici Stadium

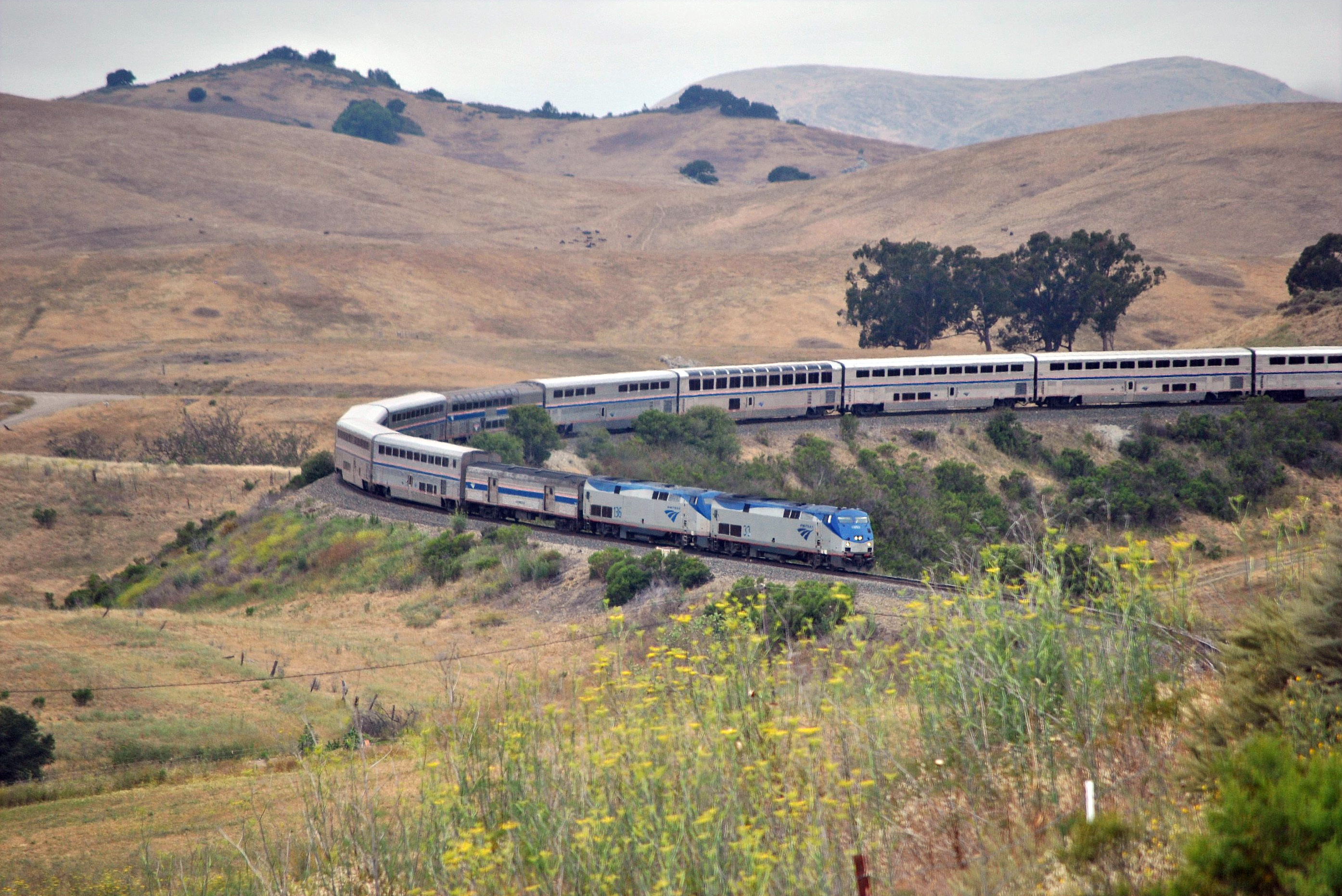
Coast Starlight severně od města San Luis Obispo

V Seattlu se nenachází metro, proto je zde hojně využívaná tramvajová, železniční a autobusová doprava. Síť rychlodrážních tramvají v celé oblasti provozuje od roku 1996 společnost Sound Transit. K roku 2016 byly v provozu dvě tramvajové linky, a to Tacoma Link se třemi tramvajemi značky Škoda a Central Link s 35 tramvajemi značky Kinki Sharyo. 19. března 2016 byla otevřena linka University Link, která prodlužuje již stávající Central Link. Vede z Downtownu přes čtvrť Capitol Hill k Washingtonské univerzitě. V plánu je i několik dalších podobných prodloužených linek, jako např. East Link vedoucí ze Seattlu do 22,5 km vzdáleného Redmondu.
Seattlem prochází tři celostátně významné železniční tratě společnosti Amtrak. Coast Starlight, vedoucí ze Seattlu do Los Angeles přes Sacramento a Oakland; Amtrak Cascades, spojující Vancouver, Seattle, Portland a Eugene; a Empire Builder, vedoucí z Chicaga do Spokane, kde se následně dělí na dvě linky do Seattlu a Portlandu. Příměstskou vlakovou dopravu zde zajišťují vlaky Sounder provozované společností BNSF Railway. V provozu jsou dvě linky, Severní a Jižní. Alternativou pro městské cestování může být 1,54 km dlouhý monorail, spojující stanici v Seattle Center se stanicí u Westlake Center. Každá cesta trvá přibližně 10 minut a ročně tento způsob dopravy využijí více než 2 miliony lidí.
V přibližně 20 km vzdáleném SeaTacu se nachází mezinárodní letiště Sea-Tac. Vzlétávají z něj letadla do ostatních letišť po celé Asii, Evropě, Severní Americe a Blízkém východě. V roce 2015 zde bylo odbaveno přibližně 42 milionů pasažérů. Sídlí zde aerolinky Alaska Airlines a její dceřiná společnost Horizon Air, svou základu zde mají i Delta Air Lines. V blízkosti Seattlu se nachází i dvouranvejové Boeingovo letiště, využívané především pro obecné letectví a nákladní lety.
V Seattlu je rovněž populární pěší chůze, čemuž nasvědčuje fakt, že se město v roce 2016 umístilo na 8. pozici mezi všemi americkými velkoměsty v rozsahu pěší infrastruktury. Společnost Walk Score, která průzkum prováděla, označila za nejdostupnější místa čtvrtě Downtown, Pioneer Square a Belltown. Podle sčítání lidu z roku 2010 stráví obyvatel Seattlu v průměru 26 minut cestou do práce.

## Osobnosti
- Minoru Yamasaki (1912–1986), japonsko-americký architekt, autor komplexu budov Světového obchodního centra[152]
- Jim Whittaker (* 1929), americký horolezec, první Američan, který stanul na vrcholu Mount Everestu[153]
- Richard Gordon (1929–2017), americký pilot a astronaut NASA[154]
- Jimi Hendrix (1942–1970), americký rockový kytarista a zpěvák[155]
- Gary Locke (* 1950), americký politik a diplomat, ministr obchodu USA, guvernér státu Washington[156]
- Stephen Scot Oswald (* 1951), americký námořní letec a astronaut NASA[157]
- Jean Smartová (* 1951), americká herečka[158]
- Paul Allen (1953–2018), americký podnikatel, spoluzakladatel společnosti Microsoft[159]
- Bill Gates (* 1955), americký podnikatel, investor a filantrop, spoluzakladatel společnosti Microsoft[160]
- Kenny G (* 1956), americký jazzový saxofonista[161]
- Duff McKagan (* 1964), americký baskytarista v kapelách Guns N' Roses a Velvet Revolver[162]
- Chris Cornell (1964–2017), americký rockový zpěvák a hudebník, spoluzakladatel skupin Soundgarden a Audioslave[163]
- Jeffrey Dean Morgan (* 1966), americký herec[164]
- Gail Deversová (* 1966), bývalá americká atletka, sprinterka, několikanásobná olympijská vítězka a mistryně světa[165]
- Tati Westbrook (* 1982), americká beauty youtuberka a influencerka[166]
- Macklemore (* 1983), americký rapper[167]
- Alison Sudol (* 1984), americká zpěvačka, skladatelka a klavíristka[168]
- Tori Black (* 1988), bývalá americká pornoherečka[169]
- Nick Robinson (* 1995), americký herec[170]

## Partnerská města
Seznam partnerských měst Seattlu:
| - Beer Ševa, Izrael (1977) - Bergen, Norsko (1967) - Cebu City, Filipíny (1991) - Čchung-čching, Čína (1983) - Christchurch, Nový Zéland (1981) - Tedžon, Jižní Korea (1989) - Galway, Irsko (1986) | - Gdyně, Polsko (1993) - Haiphong, Vietnam (1996) - Kao-siung, Tchaj-wan (1991) - Kóbe, Japonsko (1957) - Limbe, Kamerun (1984) - Mazatlán, Mexiko (1979) - Mombasa, Keňa (1981) | - Nantes, Francie (1980) - Pécs, Maďarsko (1991) - Perugia, Itálie (1993) - Reykjavík, Island (1986) - Sihanoukville, Kambodža (1999) - Surabaja, Indonésie (1992) - Taškent, Uzbekistán (1973) |